# Koci Zamek (Sobolów)
Koci Zamek (ok. 285 m n.p.m.) – wzniesienie we wsi Sobolów w województwie małopolskim, w powiecie bocheńskim, w gminie Łapanów. Pod względem geograficznym znajduje się na Pogórzu Wiśnickim będącym częścią Pogórza Zachodniobeskidzkiego. Wzniesienie znajduje się nad prawym brzegiem rzeki Stradomka, naprzeciwko Chrostowskiej Góry. Jest całkowicie porośnięte lasem.
Na szczycie Kociego Zamku znajdowało się Grodzisko w Sobolowie. W odległości 1 km w prostej linii od niego na szczycie Chrostowskiej Góry znajdował się Zamek w Chrostowej. Obydwa strzegły drogi prowadzącej dnem doliny Stradomki. Zamek w Sobolowie w wielu publikacjach jest błędnie umieszczany na wzniesieniu Zamczysko po południowej stronie nieczynnego kamieniołomu w Sobolowie.

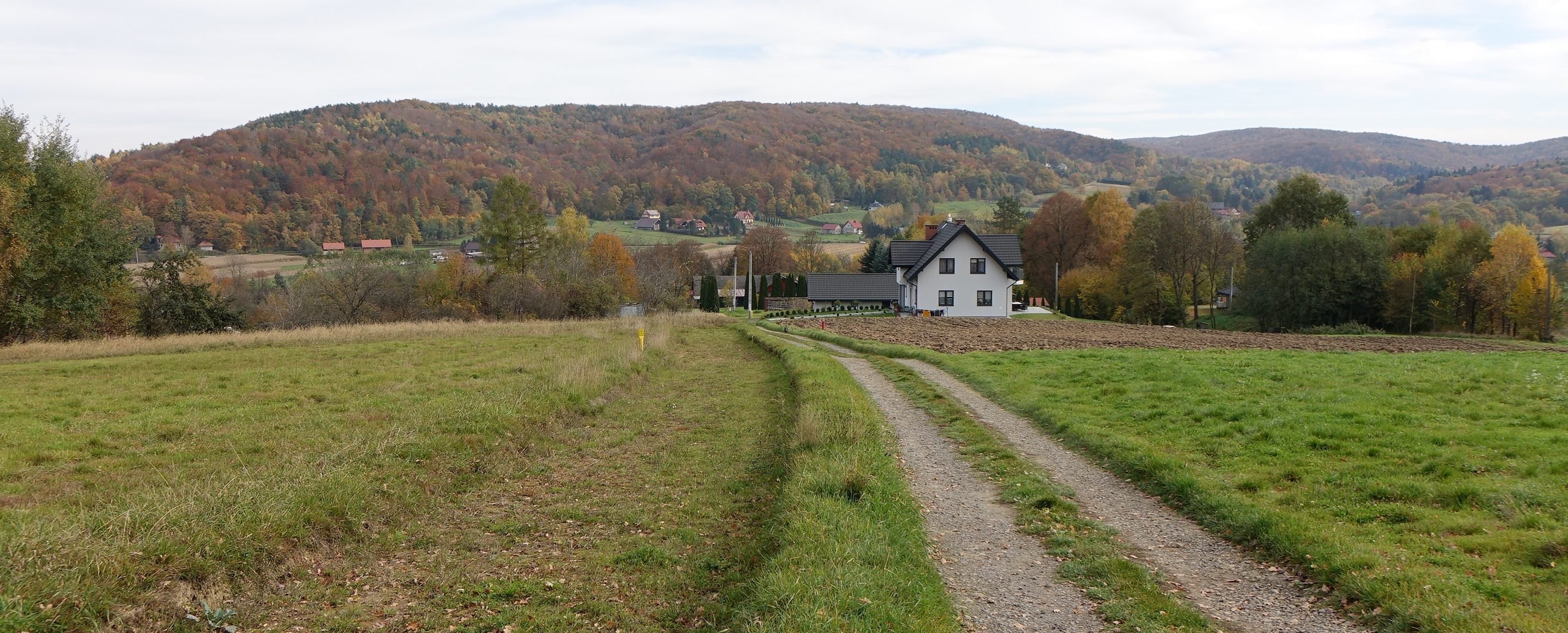
Widok z doliny Stradomki. Koci Zamek po lewej stronie pasma wzgórz